# Aquaduct van Valens

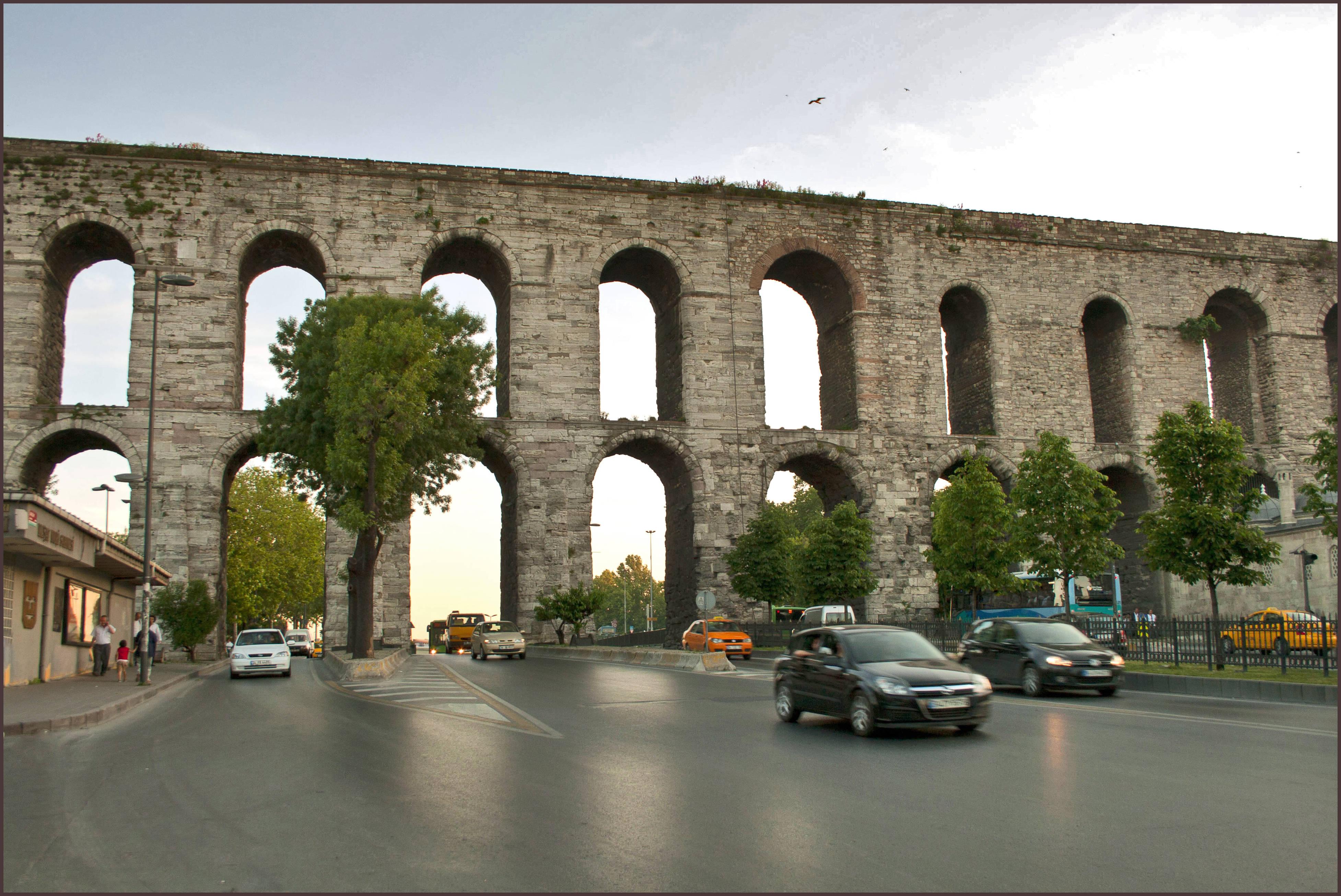
Het Aquaduct van Valens.

Het aquaduct van Valens (Turks: Bozdoğan Kemeri, wat betekent: "Aquaduct van de grijze valk"; Grieks: Άγωγός του ὔδατος, Agōgós tou hýdatos, wat betekent "aquaduct") was een Byzantijns aquaduct dat Constantinopel van vers water voorzag. Het werd in 373 in gebruik genomen.
Het aquaduct is een van de indrukwekkendste staaltjes van weg- en waterbouw in de geschiedenis. Het bestond uit een heel stelsel van kanalen en bruggen dat uitmondde in grote ondergrondse cisternen in de stad, zoals de Yerebatan (bij de Hagia Sophia) en de Binbirdirek. Het was oorspronkelijk zo'n 100 km lang en reikte tot voorbij Korçunlugerme ten noordwesten van de stad in het woud van Thracië.
Voor de tijd van Valens kreeg de stad van twee aquaducten van zo'n 15 km naar het noorden uit het Belgradowoud zijn water. Een rivier zoals de Tiber bij Rome was niet voorhanden en dat beperkte de groeimogelijkheden van de stad danig. Valens bracht daar met zijn kunstmatige rivier verandering in. Nu kon de stad een echte wereldstad worden. In de loop van de 5e eeuw werd het systeem nog eens verbreed en verlengd tot voorbij Vize, zo'n 240 km naar het noordwesten.
Het bleef tot 626 onder Heraclius ongeschonden, maar de Avaren brachten er in dat jaar grote schade aan toe. Sommige historici zien daarin de reden voor een soort Duister Tijdperk dat nog 150 jaar zou duren, maar recent archeologisch werk door o.a Çeçen en Crow laat zien dat dat niet helemaal klopt. De stad was in die tijd toch vrij goed van water voorzien, hoewel alle schade pas aan het eind van de 8e eeuw hersteld was.
In de 9e eeuw was het waterstelsel weer volop in gebruik en de kruisvaarders konden rond 1100 hun ogen niet geloven: Constantinopel had een kwart miljoen inwoners. De grootste 'wereldsteden' die zij kenden, zoals Londen of Parijs (beide wél aan een rivier) waren in die tijd niet groter dan 15.000 inwoners. Vanaf de 12e eeuw deelde het hele stelsel in de geleidelijke aftakeling van het Byzantijnse Rijk met zijn vele oorlogen en burgeroorlogen. In de 16e eeuw liet de beroemde Ottomaanse architect Sinan de aquaducten naar het Belgradowoud weer oplappen. Delen van het systeem waren nog in de 19e eeuw in gebruik.